# Wareham (Dorset)
Wareham è una città inglese della contea del Dorset.
La città è divisa in due parrocchie civili: Wareham Town e Wareham St Martin.
La città è situata in un punto strategicamente asciutto tra il fiume Frome ed il fiume Piddle, all'inizio del canale di Wareham dentro alla Baia di Poole (Poole Harbour). La valle del Frome scorre in una zona di sabbia, argilla e ghiaia friabili, e la maggior parte della sua valle è composta da pianure alluvionali e zone paludose. Wareham si trova su un'isola bassa e asciutta tra le valli paludose del fiume.
La città è situata sulla statale A351 tra Poole e Swanage e sul termine est della strada A352 tra Dorchester e Sherborne: entrambe queste strade circonvallano il centro della città. La città ha una stazione ferroviaria ed è sulla linea principale del sudovest. Nel 2009 è stata riaperta la linea da Wareham a Swanage, e saltuariamente vi sono servizi da Londra a Swanage. Altrimenti, parte della linea da Wareham a Swanage viene utilizzata da treni turistici a vapore, che partono da Norden ed arrivano a Swanage.

## Monumenti
In una chiesa locale, poco distante dal luogo dove nel 1935 ebbe il fatale incidente motociclistico, un monumento funebre ricorda Thomas Edward Lawrence, il leggendario Lawrence d'Arabia.